# Плодопитомник (Барнаульський міський округ)
Плодопито́мник (рос. Плодопитомник) — селище у складі Барнаульського міського округу Алтайського краю, Росія.

## Населення
Населення — 651 особа (2010; 499 у 2002).
Національний склад (станом на 2002 рік):
- росіяни — 90 %